# Amfibia (pojazd)

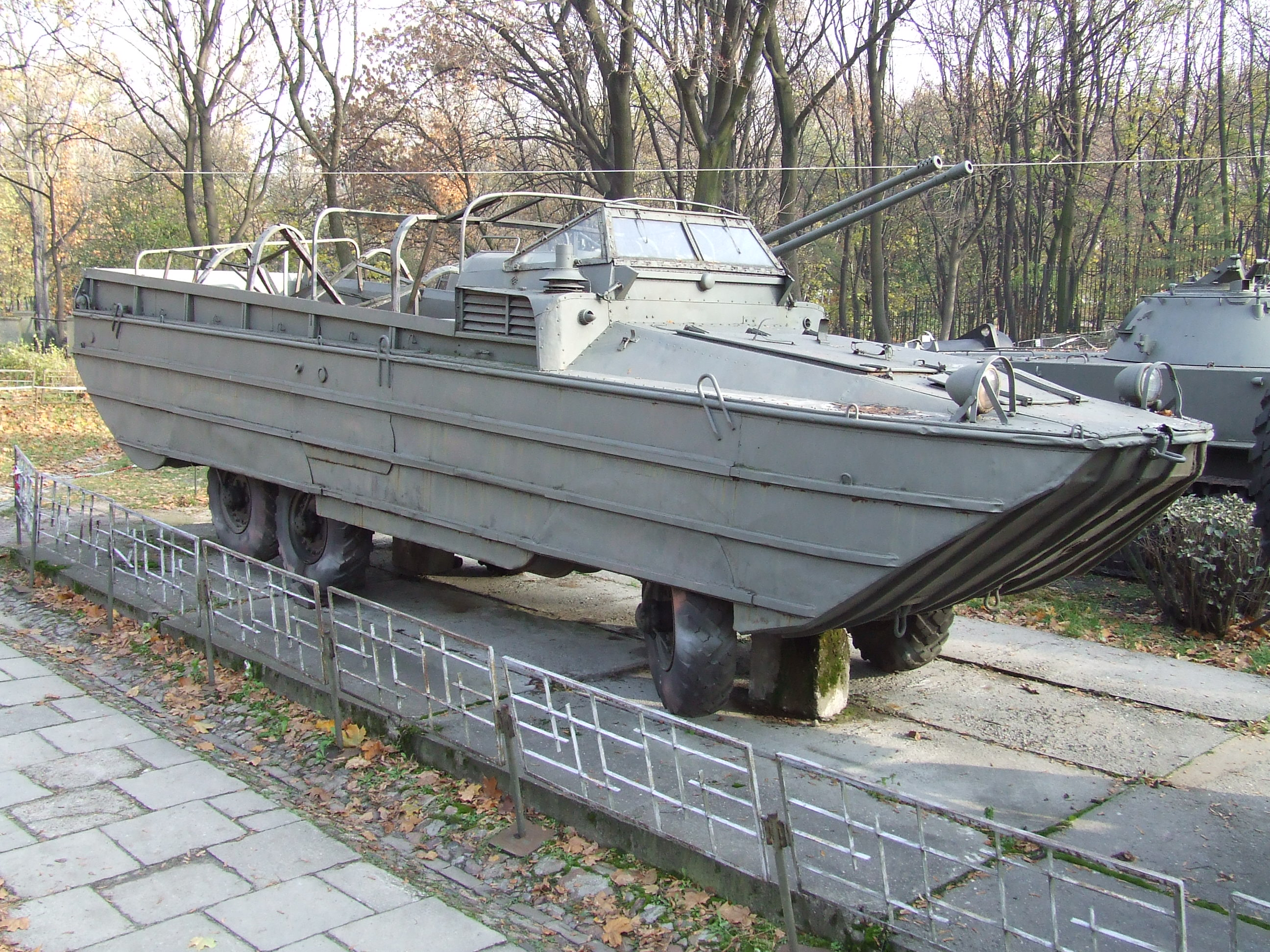
Amfibia ZiŁ-485 w Muzeum Wojska Polskiego

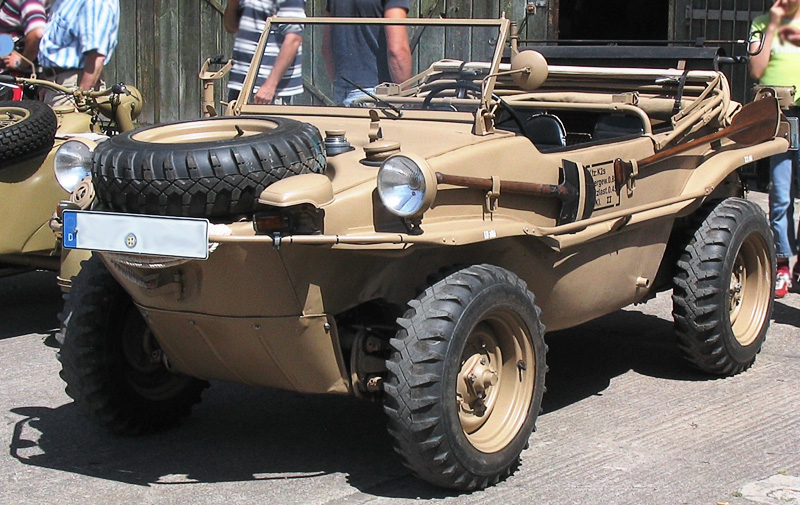
Amfibia VW typ 166 Schwimmwagen

Amfibia (pojazd amfibijny) – pojazd kołowy lub gąsienicowy zdolny do prowadzenia działań zarówno na lądzie, jak i w wodzie.
Używane są głównie przez wojsko i służby ratownicze. Mogą służyć do desantu. Zazwyczaj są zbudowane na podwoziach samochodów terenowych. Wyposaża się je w wodoszczelne nadwozia (posiadają kształt łódek lub pontonów), które zapewniają pływalność. Posiadają napęd w postaci śruby napędowej, pędnika wodnego albo specjalnych gąsienic z łopatkami, które umożliwiają poruszanie się w wodzie. Specjalny mechanizm napędowy, który jest połączony  ze skrzynką rozdzielczą powoduje, że śruba się obraca. Amfibią podczas pływania w wodzie kieruje się przy pomocy steru z jednoczesnym zwrotem kół kierunkowych lub zahamowania jednej gąsienicy. W wypadku pędnika wodnego przez zmianę siły oraz kierunku reakcji strumienia wody. Wyposażone są w pompy, które usuwają wodę zbierającą się we wnętrzu nadwozia, wyciągarki mającej na celu ułatwić pokonywanie krętych i stromych brzegów oraz urządzenia zmieniające ciśnienie w oponach umożliwiające przejazd przez podmokłe i piaszczyste tereny. Wykorzystuje się je do przewozu żołnierzy oraz sprzętu bojowego podczas forsowania przeszkód wodnych.